# Pump It Up NX Absolute
Pump It Up NX Absolute (o NXA para abreviar) es el lanzamiento número 21 en los juegos de arcade de la serie Pump It Up. Fue lanzado mundialmente entre diciembre del 2008 y enero del 2009 en varios tiempos en distintos lugares ya que el juego recibió numerosos parches en versiones anteriores. Junto con el juego, se creó un programa llamado PUMBI (Pump It Up Brings Innovation), el cual manejaba el funcionamiento de USBs en la máquina.
NXA, como NX2 fue para NX, es una expansión de la saga NX con grandes diferencias. Hay 26 "New Tunes" (canciones nuevas) añadidas para esta versión así también como 17 Remixes, 17 Full Versions (canciones completas), y cuatro canciones ocultas, lanzadas varios meses más tarde como parte de una promoción. Tres canciones nuevas adicionales pueden ser encontradas en los modos Easy Station y World Max de las versiones internacionales. Una nueva canción, "Trato de no Trabarme", aparece exclusivamente como una Full Song oculta. "Tell Me" de las Wonder Girls marcó su debut en las versiones internacionales (no-coreanas) por primera vez, haciendo que sean 34 New Tunes, sin contar Remixes.
Las diferencias en la lista de canciones entre NX Absolute y NX2 son significativas; muchas canciones viejas, particularmente de Pump It Up Zero y Pump It Up NX, fueron eliminadas. Sin embargo, además de las nuevas canciones en NX Absolute, una cantidad significativa de cancionesviejas de BanYa de la última década aparecen en el modo misión "World Max". Algunas canciones que no son de Banya, tales como "So" y "Circus Magic", ahora son exclusivas de World Max.

## Modos de juego

### World Max
El modo "World Max" es un modo de juego donde se pueden jugar "misiones" para desbloquear contenido. NXA continúa el modo World Max de la NX2, duplicando la cantidad de misiones disponibles y de zonas. Un USB completado al 100% de la NX2 es equivalente a un 42.6% del World Max de la NXA. Mientras que este parece ser más del doble de las 333 misiones en NX2, hay que tener en cuenta que las varias docenas de canciones eliminadas de la NX2 fueron reemplazadas por misiones similares con canciones nuevas. Un remix techno nuevo "My Fantasy", de Taiji Boys, cuya versión original apareció en Perfect Collection, es exclusivo de este modo. Otros tres nuevos Remixes también son exclusivos de World Max.
El mapa del World Max fue ampliado de manera significativa. Además de los mundos anteriores de NX2, NXA tiene varias zonas nuevas tales como Pandonus y Arowahi, siete mini-islas llamadas WestPalZ donde el jugador debe completar todas las misiones en la isla luego de llegar a través de un portal, y un mapa nuevo donde el jugador viaja al espacio y utiliza los agujeros de gusano para viajar entre las áreas del espacio. Los jugadores puede utilizar PumBi para hacer cosas especiales en World Max tales como revelar caminos de "líneas escondidas" hacia portales, añadir más tiempo al reloj cuando se navega en World Max, y alterar las posibilidades de conseguir elementos. Los jugadores también pueden "millas" para romper barreras, permitiendo a los jugadores que están atascados seguir navegando por el mundo sin tener que completar misiones jefe primero.

### Brain Shower
Nuevo en esta versión es el modo "Brain Shower", donde el jugador no solo debe presionar las flechas a tiempo, sino que también debe hacer ejercicios mentales que involucran las matemáticas, la observación y la memoria. Las preguntas formuladas por el juego durante las canciones deben ser contestadas correctamente para alcanzar un grado alto al completar la canción. Las canciones en este modo se clasifican en una escala de niveles de entre 1 y 10 y son organizadas por los tres tipos de ejercicios mentales. Este modo permite a dos jugadores jugar un juego completo de tres canciones con un solo crédito.

### Easy Station
Otro modo regresando a la NX Absolute es el "Easy Station", el cual apareció primero en Pump It Up Zero. A diferencia del modo "Training Station" de la NX2, este modo es compatible con dos jugadores. Tiene una cantidad de canciones mucho mayor que en la Zero y cuenta con una escala de niveles de 1 a 9. Cuenta con dos canciones exclusivas (previamente de la Versión China de la NX2). Los pasos de este modo se vuelven más fáciles o más difíciles, dependido de lo bien que el jugador presiona los botones, haciendo el modo amigable para con los principiantes.
}

## Lista de canciones
Claves:
- B - Solo en Brain Shower
- C - De artista K-Pop, pero en su versión china
- E - Solo en la Easy Station/antiguamente solo en la Versión China de NX2
- H - Oculta/No Lanzada - Solo se hizo disponible más adelante a través del uso de PUMBI
- I - Nuevos Lanzamientos Internacionales
- R - Revival
- U - Desbloqueable
- W - Solo en World Max
- X - Solo en la Versión Beta de NXA (de las pruebas de ingreso)

### Nuevas Canciones
| - 1) Eun Ji Won - Adiós - 2) Jang Na Ra - Bad Character [C] - 3) Yahpp - Blaze Emotion - 4) Yoo Seung Jun - Breakin' Love [C] - 5) Yahpp - Cannon X.1 - 6) Wang Lee Hom - Change Myself - 7) Banana Girl - Chocolate - 8) Yahpp - Chopsticks Challenge - 9) Lee Jeong Hyun - Come On! [C] - 10) Gyfted - Crazy - 11) Vassline - Dawn of the Apocalypse [H] - 12) Nina Pilots - Digan Lo Que Digan - 13) BanYa Production - DJ Otada - 14) House Rulez - Do It! [H] - 15) Yahpp - Final Audition Episode 2-X [H] - 16) Luo Zi Xiang - Fist of Fury [E] - 17) DJ Missill - Forward | - 18) S.E.S - I Am Your Girl - 19) BanYa Production - K.O.A ~Alice in Wonderland~ - 20) Big Bang - LaLaLa - 21) Wang Lee Hom - Long Live the Chinese [E] - 22) BanYa Production - My Dreams - 23) Taiji Boys - My Fantasy (MV Ver.) [W] - 24) Namola Family - Only You - 25) Big Metra - Pañuelito Rojo - 26) Pxndx - Procedimientos Para Llegar A Un Común Acuerdo - 27) Thaide & Lil V - Pump Breakers - 28) 45RPM - Slightly - 29) Wonder Girls - Tell Me [I] - 30) BanYa Production - The People Didn't Know - 31) BanYa Production - Toccata - 32) Super Junior M - U [C] - 33) Sam-I-Am - Uprock |

| - 34) Full Song: Eun Ji Won - Adiós [U] - 35) Full Song: HEaDTriP - Beat # No. 4 [U] - 36) Full Song: Wang Lee Hom - Change Myself [U] - 37) Full Song: Banana Girl - Chocolate - 38) Full Song: Yahpp - Chopsticks Challenge [U] - 39) Full Song: Lee Jeong Hyun - Come On! [U] - 40) Full Song: Gyfted - Crazy [U] - 41) Full Song: Nina Pilots - Digan Lo Que Digan [U] - 42) Full Song: JTL - Enter the Dragon [U] | - 43) Full Song: DJ Missill - Forward [U] - 44) Full Song: Big Bang - LaLaLa - 45) Full Song: Big Metra - Pañuelito Rojo [U] - 46) Full Song: Pxndx - Procedimientos Para Llegar A Un Común Acuerdo [U] - 47) Full Song: 45rpm ft. msgoon - Slightly - 48) Full Song: Wonder Girls - Tell Me [I] - 49) Full Song: Big Metra - Trato De No Trabarme [H] - 50) Full Song: Super Junior M - U [U] |

| - 51) Remix: 45RPM / Eun Ji Won - 45rpm & Eun Ji Won Remix [U] - 52) Remix: Big Metra - Big Metra Remix [U] - 53) Remix: BanYa Production - Caprice of DJ Otada [U] - 54) Remix: BanYa Production - Dr. K.O.A [U] - 55) Remix: BanYa Production - J Knows That Old Bong [U] - 56) Remix: BanYa Production / HEaDTriP - Jam O Beat # No. 4 [U] - 57) Remix: Spooky Banana / No Brain - Mr. Fire Fighter Falls in Love With Me [U] - 58) Remix: msgoon - msgoon RMX pt. 1 [U] - 59) Remix: msgoon - msgoon RMX pt. 2 [U] - 60) Remix: msgoon - msgoon RMX pt. 3 [U] | - 61) Remix: msgoon - msgoon RMX pt. 4 [W] - 62) Remix: Nina Pilots / Pxndx - Nina Pxndx Remix [U] - 63) Remix: Novasonic - Novasonic Mix ver. 3 [U] - 64) Remix: DJ Missill / Gyfted - NXA Hip-Hop Mix [U] - 65) Remix: msgoon - Scream Song [W] - 66) Remix: BanYa Production - The People Didn't Know "Pumping Up" [U] - 67) Remix: BanYa Production - Turkey Virus [U] - 68) Remix: BanYa Production - Ugly Duck Toccata [U] - 69) Remix: BanYa Production - Yasangma 2 [W] - 70) Remix: Big Bang / Perry - YG Remix [U] |

| - 71) Another: Yahpp - Arch of Darkness [U] - 72) Another: Yahpp - Blaze Emotion [U] - 73) Another: Yahpp - Cannon X.1 [U] - 74) Another: BanYa - Canon-D [U] - 75) Another: Banana Girl - Chocolate [U] - 76) Another: Crash - Dignity [U] - 77) Another: BanYa Production - DJ Otada [U] - 78) Another: BanYa Production - Moonlight [U] | - 79) Another: BanYa Production - My Dreams [U] - 80) Another: BanYa - Naissance [U] - 81) Another: Yahpp - Pumptris Quattro (8bit ver.) [U] - 82) Another: Novasonic - Slam [U] - 83) Another: Duke - Starian [U] - 84) Another: BanYa Production - Toccata [U] - 85) Another: BanYa - Will o' the Wisp [U] |

### Música Que Regresa
| - 86) Pia - A Maelstrom - 87) Gil Gun - A.U Ready? - 88) BanYa - All I Want For X-Mas [R/W] - 89) BanYa - An Interesting View [W/X] - 90) Novasonic - Another Truth - 91) Yahpp - Arch of Darkness - 92) Crying Nut - Astral Song - 93) HEaDTriP - Beat # No. 4 - 94) BanYa - Beat of the War [W] - 95) BanYa - Beat of the War 2 - 96) BanYa Production - Beat the Ghost [W] - 97) BanYa - Bee - 98) BanYa - Beethoven Virus - 99) BanYa - Blazing [W] - 100) BanYa Production - Bullfighter's Song [W] - 101) BanYa - Canon-D - 102) BanYa Production - Caprice of Otada - 103) BanYa - Chicken Wing [R/W] - 104) Yahpp - Chimera - 105) Sonic Dimension - Chopstix - 106) Crying Nut - Circus Magic [W] - 107) BanYa - Close Your Eyes [W/X] - 108) Sechskies - Com'back - 109) Taiji Boys - Come Back Home - 110) Deux - Come Back to Me - 111) BanYa - Come to Me - 112) May - Compunction - 113) BanYa - Csikos Post [B/E/W] - 114) BanYa - D Gang [R/W] - 115) Oscillator X - Dance All Night - 116) Elpis - Dance Vibrations - 117) BanYa - Dance With Me [R/W] - 118) Som2 - Deja Vu - 119) Crash - Dignity - 120) BanYa Production - Do You Know That -Old School- [W] - 121) Tashannie - Don't Bother Me - 122) BanYa - Dr. M - 123) Eun Ji Won - Drunken in Melody - 124) ZiGZaG - Energizer - 125) JTL - Enter the Dragon - 126) BanYa - Extravaganza - 127) Yahpp - Faster Z - 128) Seo Taiji - Feel the Soul - 129) BanYa - Final Audition - 130) BanYa - Final Audition 2 - 131) BanYa - Final Audition 3 U.F - 132) BanYa - Final Audition Episode 1 - 133) Yahpp - Final Audition Episode 2-1 - 134) Yahpp - Final Audition Episode 2-2 - 135) BanYa - First Love [R/W] - 136) Fin.K.L - Forever Love - 137) BanYa - Free Style [W] - 138) Clon - Funky Tonight - 139) Mina - Get My Phone Call - 140) BanYa - Get Up! - 141) U;nee - Go - 142) Lexy - Greenhorn - 143) Sonic Dimension - Groovin' Motion - 144) BanYa Production - Guitar Man [W] - 145) BanYa Production - Gun Rock [W] - 146) Sam-I-Am - Haley - 147) BanYa - Hate [R/W] - 148) BanYa - Hello [R/W] - 149) BanYa - Hi-Bi - 150) BanYa Production - Higgledy Piggledy - 151) 1TYM - Hot - 152) DJ Dookie - Hybs | - 153) WAX - I'll Give You All My Love - 154) Taiji Boys - It's My Business - 155) BanYa - J Bong [W] - 156) BanYa Production - Jam O Beat - 157) BanYa - Jump [W] - 158) N.Ex.T - Lazenca, Save Us - 159) BanYa - Love is a Danger Zone - 160) BanYa - Love is a Danger Zone 2 - 161) BanYa - Maria [R/W] - 162) BanYa - Midnight Blue [W/X] - 163) BanYa - Mission Possible [W] - 164) BanYa - Miss's Story [W] - 165) U'Two - Mistake - 166) BanYa Production - Money [W] - 167) BanYa - Monkey Fingers - 168) BanYa Production - Monkey Fingers 2 [B/W] - 169) BanYa - Moonlight - 170) Spooky Banana - Mr. Fire Fighter - 171) BanYa - Mr. Larpus - 172) BanYa - My Way [R/W] - 173) BanYa - N - 174) BanYa - Naissance - 175) BanYa - Naissance 2 - 176) Bae Chi Gi - Nice to Meet You - 177) BanYa - Nightmare [R/W] - 178) Hot Potato - No Despair - 179) BanYa - Oh! Rosa [B/E/W] - 180) DJ DOC - One Night - 181) BanYa - Oy Oy Oy [R/W] - 182) BanYa - Papa Gonzales [W] - 183) BanYa - Phantom - 184) BanYa - Point Break - 185) BanYa - Pump Jump [R/W] - 186) BanYa - Pump Me Amadeus [W] - 187) BanYa - Pumping Up [B/W] - 188) Yahpp - Pumptris Quattro - 189) BanYa - Rolling Christmas [E/W] - 190) Lee Hyun Do - Sajahu - 191) BanYa - She Likes Pizza - 192) Joanne - Shiny Day - 193) Novasonic - Slam - 194) Typhoon - So [W] - 195) BanYa - Solitary - 196) Yahpp - Solitary 1.5 - 197) BanYa - Solitary 2 - 198) Duke - Starian - 199) Perry - Storm - 200) BanYa - Street Show Down [W] - 201) Andrew Kim - Throw 'em Up [X] - 202) BanYa - Till The End of Time [R/W] - 203) BanYa - Turkey March - 204) Hyun Jin Young vs. Yahpp - U Inside My Dim Memory [X] - 205) BanYa Production - Ugly Dee [E/W] - 206) Bada - V.I.P - 207) 015B - Very Old Couples - 208) BanYa - Vook - 209) Deux - We Are - 210) Gyfted - We Goin' Fly Remix - 211) BanYa - We Will Meet Again [R/W] - 212) Crash - What Do You Really Want? - 213) BanYa - Will o' the Wisp - 214) BanYa - Winter - 215) BanYa - Witch Doctor - 216) Yahpp - Witch Doctor #1 - 217) BanYa - With My Lover [W] - 218) BanYa - X-Treme - 219) Los Temerarios - En La Madrugada Se Fue - 220) General Grant - Soca Make Yuh Ram Ram - 221) Watch out - Victoria - 222) Power of Dream - Victoria - 223) Shake It Up - Rod - 224) La Cubanita - Los Niños De Sara - 225) Essa Maneira - Kaoma - 226) Le Code De Bonne Conduite - Manresa - 227) I Love You Baby - Pandera - 228) Lay In Town - Fresno - 229) Pierrot - Lee Hyun Do - 230) Monkey Magic - E-Paksa |

| - 218) Full Song: Pia - A Maelstrom [W] - 219) Full Song: Gil Gun - A.U Ready? [W] - 220) Full Song: Yahpp - Beat of the War 2 - 221) Full Song: Yahpp - Canon-D - 222) Full Song: Taiji Boys - Come Back Home - 223) Full Song: Som2 - Deja Vu [W] - 224) Full Song: Crash - Dignity - 225) Full Song: Seo Taiji - Feel the Soul [W] - 226) Full Song: BanYa Production - Guitar Man [W] | - 227) Full Song: WAX - I'll Give You All My Love [W] - 228) Full Song: Taiji Boys - It's My Business [W] - 229) Full Song: Yahpp - Love is a Danger Zone 2 - 230) Full Song: Spooky Banana - Mr. Fire Fighter [W] - 231) Full Song: Lee Hyun Do - Typhoon [W] - 232) Full Song: 015B - Very Old Couples [W] - 233) Full Song: Bada - V.I.P - 234) Full Song: No Brain - You Fall in Me [W] |

| - 235) Remix: BanYa - BanYa Classic Mix [W] - 236) Remix: BanYa - BanYa Hip-Hop Remix - 237) Remix: BanYa Production - BanYa-P Guitar Remix - 238) Remix: Yahpp - Bemera - 239) Remix: BanYa - FAE1/Chicken Wing Remix - 240) Remix: CLON / Tashannie - Groove Party - 241) Remix: Lexy / 1TYM - Lexy/1TYM Remix [W] | - 242) Remix: BanYa Production - Money Fingers - 243) Remix: Joanne / Bada - NX2 Diva Remix - 244) Remix: U;Nee / Duke /Lee Hyun Do - NX2 K-Pop Remix 1 - 245) Remix: Mina / Bae Chi Gi - NX2 K-Pop Remix 2 - 246) Remix: Yahpp - Treme-Vook of the War - 247) Remix: BanYa - Try to B.P.M - LIADZ Remix - 248) Remix: Yahpp - Wi-Ex Doc-Va |

| - 249) Another: Novasonic - Another Truth - 250) Another: Gil Gun - A.U Ready? - 251) Another: BanYa - Bee - 252) Another: BanYa - Beethoven Virus - 253) Another: BanYa Production - Caprice of Otada - 254) Another: Yahpp - Chimera - 255) Another: BanYa - Dr. M - 256) Another: BanYa - Extravaganza - 257) Another: Yahpp - Faster Z - 258) Another: BanYa - Final Audition - 259) Another: BanYa - Final Audition 2 - 260) Another: BanYa - Final Audition 3 U.F - 261) Another: BanYa - Final Audition Episode 1 - 262) Another: Yahpp - Final Audition Episode 2-1 - 263) Another: Yahpp - Final Audition Episode 2-2 | - 264) Another: BanYa - Hi-Bi - 265) Another: BanYa Production - Higgledy Piggledy - 266) Another: Taiji Boys - It's My Business - 267) Another: BanYa - Love is a Danger Zone - 268) Another: BanYa - Love is a Danger Zone 2 - 269) Another: BanYa - Mr. Larpus - 270) Another: BanYa - Naissance 2 - 271) Another: BanYa - Phantom - 272) Another: Yahpp - Pumptris Quattro - 273) Another: BanYa - Solitary - 274) Another: BanYa Production - Ugly Dee - 275) Another: BanYa - Vook - 276) Another: BanYa - Witch Doctor - 277) Another: Yahpp - Witch Doctor #1 - 278) Another: No Brain - You Fall in Me |

| - 279) Special: Yahpp - Beat of the War (D&G version) [W] - 280) Special: Yahpp - Final Audition 3 (Unfinished ver.) [W] - 281) Special: Yahpp - Love is a Danger Zone 2 (D&G version) [W] - 282) Special: BanYa - Moonlight (Original Ver.) [W] - 283) Special: Spooky Banana / Yahpp - Mr. Fire Fighter & Beat of the War 2 [W] | - 284) Special: BanYa Production - Phantom (Speedup Ver.) [W] - 285) Special: 015B - Very Old Couples (Short Term Memory version) [W] - 286) Special: Yahpp - Witch Doctor (Witch Docva version) [W] - 287) Special: Yahpp - Yasangma [W] |

- Datos: Q5353606